# Dênis Marques
Dênis Marques (født 22. februar 1981) er en tidligere brasiliansk fodboldspiller.